# Волф Фридрих Екбрехт фон Дюркхайм
Волф Фридрих Екбрехт фон Дюркхайм (на немски: Wolf Friedrich Freiherr Eckbrecht von Dürckheim; * 1622; † ноември 1698) е фрайхер, благородник от старата благородническа фамилия Екбрехт фон Дюркхайм в Рейнланд-Пфалц. Той е полковник в Курпфалц, притежава господството Шьонек също Фрьошвайлер в Елзас и основава съществуваща и днес линия на фамилията.
Той е син на дворцовия майстер в Пфалц-Цвайбрюкен-Клеебург Ханс Волф Екбрехт фон Дюркхайм († 1636) и съпругата му Вероника фон Флекенщайн (1597 – 1661), дъщеря на Фридрих XI фон Флекенщайн, господар на Зулц (1568 – 1621) и Урсула фон Виндек († 1658). Внук е на Куно VI Екбрехт фон Дюркхайм (ок. 1556 – пр. 1629), господар на Шьонек-Винщайн, и първата му съпруга Анна Ландшад фон Щайнах (1558 – 1596).
Сестра му Анна Урсула (1627 – 1692) е омъжена на 22 март 1647 г. за Филип Якоб Валднер фон Фройндщайн (1611 – 1687). Брат му Йохан Хайнрих (1636 – 1710) е генерал на Хесен-Дармщат и командант на Гисен.
Внук му Лудвиг Карл Екбрехт фон Дюркхайм (1733 – 1774) е издигнат 1764 г. на имперски граф. В края на 18 век фамилията отива от Пфалц-Елзас в Бавария с името Екбрехт фон Дюркхайм-Монтмартин.

## Фамилия
Волф Фридрих Екбрехт фон Дюркхайм се жени на 20 февруари 1662 г. за Магдалена Катарина фон Хунолщайн (* 1641; † 23 февруари 1671), дъщеря на първия му братовчед фогт Ото Филип Кристоф фон Хунолщайн (1615 – 1681) и София Барбара фон Дегенфелд († 1645). Те имат един син:
- Волф Филип Хайнрих Екбрехт фон Дюркхайм (* 28 март 1663; † 1 ноември 1715), фрайхер, господар на Шьонек-Виншайн, женен на 20 декември 1694 г. за Кристина Доротея Валднер фон Фройндщайн (* 18 септември 1678; † сл. 1707), дъщеря на Фридрих Лудвиг Валднер фон Фройндщайн (1643 – 1708) и Мария Кордула фон Ротшюс (1647 – 1707); имат два сина:
  - Кристиан Фридрих Екбрехт фон Дюркхайм (* 5 октомври 1700; † 8 май 1774), господар на Шьонек-Винщайн, Бузенберг, Зьотерн и Цюш; син му Лудвиг Карл Екбрехт фон Дюркхайм (1733 – 1774) е издигнат на имперски граф
  - Филип Лудвиг Екбрехт фон Дюркхайм (* 25 май 1708; † 1 май 1771, или 3 май 1777), господар на Фрьошвайлер; има един син фрайхер Кристиан Карл Лудвиг Екбрехт фон Дюркхайм-Фрьошвайлер (1740 – 1789)